# Bernard Krause
Bernard Krause (ur. 1743 w Ząbkowicach Śląskich, zm. 1803 tamże) – malarz śląski zamykający swoją twórczością najciekawszy okres baroku śląskiego. Od urodzenia aż do śmierci związany z Ząbkowicami Śląskimi. Często nazywany "małym Willmanem" ze względu na częste kopiowanie obrazów Michaela Willmanna. Podobnie jak Willmann był związanym z zakonem cystersów, który był głównym zamawiającym i od którego Krause zakupił dwór opatów cysterskich w Ząbkowicach Śląskich. Aktualne badania projektu "Szlak Sakralnej Sztuki Barokowej im. Michaela Willmanna" wykazały, iż na obszarze Śląska znajduje się bardzo duża liczba dzieł tego malarza zazwyczaj przypisywanych innym artystom. Najciekawsza kolekcja dzieł tego malarza znajduje się w Henrykowie, Krzeszowie, Ząbkowicach Śląskich, Świdnicy, Pławnej, Opawicy, Javorniku oraz prawdopodobnie w Wojciechowie oraz Wierzbnej. Duża kolekcja jego obrazów (zazwyczaj kopii obrazów Willmanna) znajduje się w kościółkach filialnych opactwa cystersów w węgierskim Zirc. Jego obrazy znajdują się też prawdopodobnie w Wołowie oraz rejonie Jeleniej Góry. Aktualnie trwają poszukiwania kolejnych dzieł tego malarza oraz jego bratanka, Franza Krausego (prawdopodobnie Wrocław oraz Henryków).